# تیم لامبسیس
تیم لامبسیس (انگلیسی: Tim Lambesis؛ زادهٔ ۲۱ نوامبر ۱۹۸۰) خواننده، ترانه‌پرداز، تهیه‌کننده موسیقی، و آهنگساز اهل ایالات متحده آمریکا است.